# Anomiopus caputipilus
Anomiopus caputipilus är en skalbaggsart som beskrevs av Canhedo 2004. Anomiopus caputipilus ingår i släktet Anomiopus och familjen bladhorningar. Inga underarter finns listade i Catalogue of Life.